# Nippon Zeon
Nippon Zeon K.K. (jap. 日本ゼオン株式会社, Nippon Zeon Kabushiki kaisha, engl. Zeon Corporation) ist ein japanisches Chemieunternehmen, das zur Furukawa Group gehört. Zeon stellt verschiedene Elastomere sowie Spezialchemikalien auf Basis der C4- und C5-Fraktionen her. Zu den Produkten zählen Cyclo-Olefin-Copolymere, C5-Kohlenwasserstoffharze, Aromastoffe wie z. B. Blätteralkohol, das Lösungsmittel Cyclopentylmethylether und Batterie-Binder.

## Geschichte
Nippon Zeon wurde im April 1950 als Joint Venture zwischen Nihon Keikinzoku (Nippon Light Metal), Furukawa Denki Kōgyō (Furukawa Electric) und Yokohama Gomu (Yokohama Rubber) gegründet um in Lizenz B.F. Goodrich Chemicals Vinylchloridharz Geon (japanisch Zeon ausgesprochen) herzustellen, das wiederum ebenfalls mit 35 % beteiligt war. 1970 übertrug Goodrich sein Synthesekautschuk-Geschäft vollständig an das Unternehmen und stieg aus, so dass 1971 die Umschrift des Namens von Geon in Zeon geändert wurde.
1959 wird der erste Synthesekautschuk Japans produziert, 1965 beginnt die Produktion von Butadien und Styrol-Butadien-Kautschuk. 1971 wird der Name in „ZEON“ geändert.
1989 übernahm das Unternehmen den Geschäftsbereich Synthesekautschuk des einstigen Ideengebers B. F. Goodrich. Nach der Übernahme von Goodyears Nitrilkautschukgeschäft im Jahr 1999 ist Zeon der weltweit größte Hersteller von Nitrilkautschuk.

## Werke
Quelle:
- Takaoka, Japan[14]
- Kawasaki, Japan[15]
- Tokuyama/Shūnan, Japan[16]
- Mizushima/Kurashiki, Japan[17]
- Louisville, Kentucky, USA
- Hattiesburg, Mississippi, USA
- Bayport/Pasadena, Texas, USA